# Віла-Нова (Гоянія)
ФК Віла-Нова (порт. Vila Nova Futebol Clube)  — бразильський професійний футбольний клуб із міста Гоянія, штат Гояс, зазвичай відомий як «Віла-Нова». Клуб заснований 29 липня 1943 року. Він змагається в чемпіонаті бразильської Серії В, другому рівні бразильського футболу, а також у чемпіонаті Гоянії — вищому дивізіоні футбольної ліги штату Гояс.